# 吉米·亨德里克斯
詹姆斯·馬歇爾·“吉米”·亨德里克斯（英語：James Marshall "Jimi" Hendrix，1942年11月27日—1970年9月18日），原名强尼·阿伦·亨德里克斯（Johnny Allen Hendrix），生於美國華盛頓州西雅圖，是一位著名的美国吉他手、歌手、音乐人，雖然他的主要音乐生涯只持续了4年，但是詹姆斯仍被公認為是流行樂史上最重要的電吉他手，也是20世纪最著名的音樂家之一。被譽為「吉他之神」， 搖滾名人堂形容他是“摇滚乐史上最偉大的樂手”。1967年《Melody Maker》讀者投票選出的流行音樂家，1968年滾石雜誌的年度最佳表演者，《Disc》1969年世界頂尖音樂家，1970年《吉他手》將他命名為年度最佳搖滾吉他手，1992年吉米·亨德里克斯被引入搖滾名人堂 ，並於2005年引入英國名人堂。2003年滾石雜誌評選史上最偉大一百位吉他手，吉米·亨德里克斯被評選為第1名，
2011年滾石雜誌一百大吉他手再次評選他為第1名。

## 早年生平
Hendrix生于华盛顿州的西雅图，出生時被取名為Johnny Allen Hendrix，他的父母是Al Hendrix和Lucille Jeter。他的父親在第二次世界大戰退役之後将他改名為James Marshall Hendrix。Hendrix幼年時個性敏感且害羞。與他同年代的音樂家约翰·藍儂和保羅·麥卡尼一样，Hendrix受到家庭影響很深。他的父母在1951年離婚，他的母亲在隔年過世。他非常喜歡猫王（亨德里克斯十五歲，也就是1957年，看了9月1日猫王在西雅图Sick's体育场举办的演唱会，两个月后他创作了一幅内容为猫王演奏吉他的水彩画，这幅画在City's Rock博物馆）。亨德里克斯跟他的祖母Nora Rose Moore非常亲近。Nora的父亲是一位自由民，母亲是一位非裔血統的切罗基人。她对Hendrix灌输了强烈的概念，即应该以拥有美国本土印第安人的血统而自豪。
Jimi的祖父母都是歌舞特技演员，他们居住在加拿大不列颠哥伦比亚省的温哥华，那里也是Jimi的父亲Al Hendrix出生的地方。之后Al搬到了西雅图，在那里他結識了Jimi的母亲Lucille Jeter並結婚。在Lucille過世后Al给了Jimi一把夏威夷四弦琴，然后不久又花$5买了一把木吉他给Jimi，从此Jimi Hendrix走上了音乐之路。

## 演藝生涯
吉米·亨德里克斯於1970年組成《吉卜賽人樂隊》，在美國及歐洲作巡迴演出。1970年9月16日，即他去世前兩天，亨德里克斯於朗尼·史葛在倫敦蘇豪區經營的朗尼史葛爵士俱樂部與艾力·波頓作即興表演，成為他的最後一次公開演出。两天后，他在一家伦敦旅馆死于药物窒息。
亨德里克斯的吉他技術完全是自学，因為他是左撇子，因此將一把右手吉他的琴弦以反向順序安装，以左手演奏。作为一名吉他手，他受到了像是布鲁斯和节奏布鲁斯的吉他前辈的影响，然後在这些基礎上做出了重大創新。影響他的樂手包括藍調吉他手B·B·金，艾伯特·金，巴迪·盖伊，T-Bone Walker，马迪·沃特斯，以及对R&B和灵魂乐做出过卓越贡献的柯提斯·梅菲爾德。另外，亨德里克斯也受爵士乐影響很深；他经常说他个人最愛的樂手是Rahsaan Roland Kirk。

## 成就與影響
亨德里克斯创造性地发展了传统摇滚吉他和電子藍調的演奏技巧，尽管在他之前的一些艺术家，比如奇想乐团的戴夫·戴維斯和何許人合唱團的皮特·汤申德已经把回授及失真等效果运用于那些急速独奏上，亨德里克斯是第一位把这些電吉他哇音踏板效果器和音箱的回饋與失真吉他放大器反饋，作为其歌曲作品的整体表现手法和帶入錄音室錄製歌曲的吉他手。
身為一位錄音室製作人，亨德里克斯也是第一位利用錄音室效果，表達其音樂理念的藍調摇滚樂手。顯然他是那些最早尝试在錄音過程中添加立體聲效的製作人之一。另外他也專精於作曲，他的作品在其生前和過世後被許多音樂人重新詮釋過。
亨德里克斯具争议性同时也原創性的风格，可以用其在《星條旗》中，用吉他模仿出战争中的声音（包括机枪声，轰炸声以及人们的尖叫声）的激情演奏舉例。他對此曲的印象派手法充分描繪出了當時普遍的反美主義潮流，成为了60年代动荡时期的美国社会的内心独白。

## 註腳
1. ↑  .   [2017-06-06]. （原始内容存档于2021-02-05）.
2. ↑  .   [2017-06-06]. （原始内容存档于2007-07-05）.
3. ↑  .   [2017-06-06]. （原始内容存档于2008-03-14）.
4. ↑  .   [2022-04-17]. （原始内容存档于2022-04-18）.
5. ↑  吉米·亨德里克斯體驗 （页面存档备份，存于） - 搖滾殿堂， 2008年7月30日 索取 (英文)